# Collin County
Collin County je okres ve státě Texas v USA. K roku 2010 zde žilo 782 341 obyvatel. Správním městem okresu je McKinney. Celková rozloha okresu činí 2 295 km². Okres byl pojmenován podle Collina McKinneyho.